# 1432 Етиопија
1432 Етиопија је астероид главног астероидног појаса са средњом удаљеношћу од Сунца која износи 2,381 астрономских јединица (АЈ).
Апсолутна магнитуда астероида је 11,7 а геометријски албедо 0,024.